# Cheval miniature américain
Le cheval miniature américain est une race de chevaux miniature originaire des États-Unis.

## Histoire
Cette race résulte de nombreuses influences. Le rôle joué par ses ancêtres poneys des mines anglais et néerlandais est indéniablement important,. Ces poneys sont importés aux États-Unis au cours du XIXe siècle, notamment pour travailler dans les mines des Appalaches. De nombreux Miniatures américains ont des ancêtres Shetland, originaires d'Angleterre,.
La race est cependant développée au XXe siècle,, époque où différents éleveurs s'organisent en associations, et commencent à sélectionner ces chevaux et à les montrer au public. Par la suite, leurs éleveurs ont importé d'autres poneys ou chevaux miniatures depuis l'Angletere, les Pays-Bas, la Belgique et l'Allemagne de l'Ouest. L'influence du Falabella, importé depuis l'Argentine, se retrouve aussi. Le Hackney figure parmi ses ancêtres, de même que l'Arabe, le Pur-sang et le Welsh. Certains éleveurs américains appliquent un élevage sélectif pour obtenir des chevaux miniature à partir d'ancêtres plus grands.
En 1978, l′American Miniature Horse Association (AMHA) est créée,. Une autre association voit le jour, l′American Miniature Horse Registry (AMHR), qui autorise deux types de taille. Au début des années 2000, le Miniature américain est l'une des races de chevaux qui connaissent la plus forte croissance dans toute l'Amérique du Nord.

## Description

### Taille

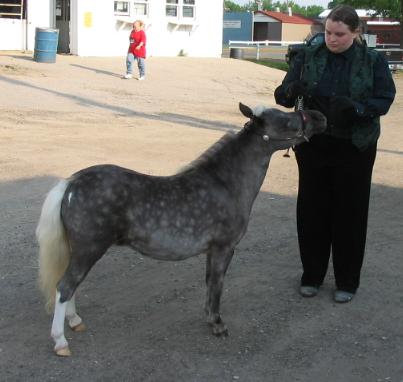
Taille comparée.

Sa caractéristique essentielle est la taille, qui ne doit pas dépasser 34 pouces (86 cm) de hauteur pour correspondre aux normes de l'AMHA. L'AMHR autorise dans sa division B des chevaux qui mesurent entre 34 et 38 pouces. Une particularité de cette race est de toujours être mesurée au dernier crin de la crinière plutôt qu'au garrot.

### Morphologie

Dessin morphologique d'un Miniature amléricain.

Le Miniature américain doit avoir l'apparence d'un cheval bien conformé,. Par comparaison aux autres chevaux miniatures, il est l'un des plus typés. Sa morphologie se rapproche d'un cheval de selle en miniature, évoquant le plus souvent l'Arabe,.
La tête, au front large, présente un profil rectiligne ou concave. Les yeux sont grands et proéminents.
L'encolure est longue. Les épaules sont longues et inclinées. Le dos est court. Les crins sont soyeux.

### Robe
Toutes les couleurs de robe sont autorisées. Les éleveurs et acheteurs ont une préférence pour des robes originales,, par exemple le bai silver. Il est aussi fréquent que les éleveurs sélectionnent un reproducteur à double dilution par le gène Crème afin de faire naître des chevaux palomino et isabelle à la génération suivante.
En 2021, une variante de blanc dominant (gène SW) a été identifiée chez le Shetland et le cheval miniature américain, le W13.

### Tempérament et allures
Si les juments et les hongres sont réputés pour leur tempérament calme, les étalons peuvent être beaucoup plus difficile à gérer. 
Le Miniature américain a fait l'objet d'une étude visant à déterminer la présence de la mutation du gène DMRT3 à l'origine des allures supplémentaire : l'étude de 109 sujets a permis de détecter la présence de cette mutation chez 2,8 % d'entre eux, ainsi que de confirmer l’existence de chevaux avec des allures supplémentaires (amble) parmi la race.

### Sélection
Les stud-book de Miniature américains sont fermés. Aussi bien l'AMHA que l'AMHR promeuvent cette race sur divers évènements. 

## Utilisations
C'est avant tout un animal de compagnie, acquis par des propriétaires de tous les âges qui ne pratiquent pas d'équitation, et qui recherchent un animal pour lutter contre le stress,. Il est particulièrement apprécié de personnes qui ont peu de connaissances équestres initiales, et de celles qui disposent de terrains de pâture limités en place. Il peut aussi être exhibé en show, ou attelé. Il est en effet un excellent animal d'attelage après une éducation. Il peut être présenté en saut d'obstacles en main.
Il est considéré comme trop petit pour être monté par quiconque.

Cette race miniature est aussi utilisée en équithérapie, à destination d'enfants comme d'adultes en situation de handicap,. Il existe aussi un nombre important de miniatures américains éduqués comme chevaux guides d'aveugles.

## Diffusion de l'élevage
Il se trouve aux États-Unis, au Canada et dans toute l'Europe. Très largement diffusé, il compte environ 160 000 représentants à travers le monde en 2016.